# Zion.T
Kim Hae-sol (em coreano: 김해솔; nascido em 13 de abril de 1989), mais conhecido pelo seu nome artístico de Zion.T (em coreano: 자이언티), é um cantor, compositor, rapper e produtor musical sul-coreano. Zion.T começou sua carreira através de colaborações com outros artistas e em 2013 lançou seu primeiro álbum de estúdio intitulado "Red Light". É gerenciado pela The Black Label, uma gravadora subsidiária da YG Entertainment.

## Estreia e carreira
Zion.T fez sua estréia na música em 2011, colaborando com artistas do Hip hop coreano como Dok2, Crucial Star, Simon D, Primary e Gray. Em abril do mesmo ano, seu primeiro single chamado "Click Me", foi lançado em colaboração com Dok2.
Em 09 de abril de 2013, Zion.T lançou seu primeiro álbum de estúdio intitulado Red Light contendo a faixa-título "Babay" com Gaeko, o álbum foi bem recebido pela crítica. Nesse mesmo ano, ele colaborou em faixas para Infinite H, Dynamic Duo, Swings, e G-Dragon. Em dezembro, lançou o EP Mirrorball (미러볼) que levou a seu primeiro vídeo musical para a faixa-título "Miss Kim (미스 김)".
Em 2014, Zion.T promoveu o single digital "Yanghwa BRDG", que tornou-se um sucesso comercial e contribuiu para que se tornasse um artista popular na Coreia do Sul. Ele ainda fez parte da trilha sonora do drama Pinocchio, com a canção "Kiss Me" e colaborou em canções para Seo In-young e The Quiett. Em 01 de fevereiro de 2015, lançou a faixa "Just (그냥)" com o seu então companheiro de gravadora Crush. No mesmo ano, singles digitais de "Zero Gravity (무중력)", "Eat (꺼내 먹어요)"  e "No Make Up (화장 지웠어)" foram lançados, o cantor ainda participou de singles de Jonghyun do Shinee, Yankie e PSY. Na televisão, Zion.T participou do festival de música realizado pelo programa Infinite Challenge da MBC, o que resultou em um aumento nas vendas de seus singles lançados anteriormente na Coreia do Sul. Para o evento, se juntou a Haha performando juntos sob o nome de "Eutteugeottasi (으뜨거따시)" a canção "$ponsor", que mais tarde foi adicionada a um álbum com as canções do evento.
Em 2016, com o fim de seu contrato de três anos com a Amoeba Culture, Zion.T assinou contrato com a The Black Label, uma sub-gravadora da YG Entertainment.

## Discografia
Álbuns de estúdio
- 2013: Red Light

EPs
- 2013: Mirrorball
- 2017: OO

## Prêmios e indicações
| Ano  | Edição | Prêmio                  | Categoria                           | Trabalho indicado       | Resultado |
| ---- | ------ | ----------------------- | ----------------------------------- | ----------------------- | --------- |
| 2014 | 11ª    | Korean Music Awards     | Melhor álbum de R&B e Soul          | Red Light               | Venceu    |
| 2015 | 12ª    | Korean Music Awards     | Canção do ano                       | Yanghwa BRDG            | Indicado  |
| 2015 | 12ª    | Korean Music Awards     | Canção do ano de R&B & Soul         | Yanghwa BRDG            | Venceu    |
| 2015 | 7ª     | Melon Music Awards      | Top 10 Artistas                     | N/A                     | Venceu    |
| 2015 | 7ª     | Melon Music Awards      | Artista do Ano                      | N/A                     | Indicado  |
| 2015 | 17ª    | Mnet Asian Music Awards | Melhor artista masculino            | N/A                     | Indicado  |
| 2015 | 17ª    | Mnet Asian Music Awards | UnionPay Artista do Ano             | N/A                     | Indicado  |
| 2015 | 17ª    | Mnet Asian Music Awards | Melhor performance vocal- Masculino | "Eat (꺼내 먹어요)"     | Venceu    |
| 2015 | 17ª    | Mnet Asian Music Awards | UnionPay Canção do Ano              | "Eat (꺼내 먹어요)"     | Indicado  |
| 2015 | 17ª    | Mnet Asian Music Awards | UnionPay Canção do Ano              | "Just (그냥)" com Crush | Indicado  |
| 2015 | 17ª    | Mnet Asian Music Awards | Melhor colaboração & Unidade        | "Just (그냥)" com Crush | Venceu    |
| 2016 | 25ª    | Seoul Music Awards      | Bonsang                             | N/A                     | Venceu    |
| 2016 | 30ª    | Golden Disk Awards      | Bonsang                             | N/A                     | Venceu    |

### Vitórias em programas de musica
| Ano  | Data            | Canção            | Programa         |
| ---- | --------------- | ----------------- | ---------------- |
| 2015 | 11 de fevereiro | "Just" com Crush  | Show Champion    |
| 2015 | 14 de fevereiro | "Just" com Crush" | Show! Music Core |